# Alberto Ledesma
Alberto Ledesma fue un futbolista argentino. Se destacó en Rosario Central, desempeñándose como mediocampista.

## Carrera
Debutó en el club auriazul en 1912. A fines de dicho año se produjo un cisma en la Liga Rosarina de Fútbol que hizo que se suspendiera el campeonato de dicho año. En 1913, esa división devino en la creación de una liga disidente y se formó la Federación Rosarina de Football, de la cual Rosario Central formó parte y se consagró campeón. Ese mismo año, Ledesma también se adjudicó con los centralistas el primer título a nivel nacional de la historia canalla: la Copa Competencia La Nación. Allí se formó un terceto de mediocampistas que jugó a gran nivel, compuesto por Pablo Molina, Alberto Ledesma y Juan Díaz.
En 1914 se reunificó la Liga Rosarina, y Central ganó con claridad la Copa Vila. Ledesma continuó como asiduo titular; también disputó la final de la Copa Ibarguren, cayendo ante Racing Club. Para 1915 su participación como titular declinó, pero igual fue partícipe de la conquista de una nueva edición de la Copa Vila. Jugó al menos 24 encuentros con la camiseta de Central, teniendo en cuenta que no se posee información completa sobre la época.

## Clubes
| Club            | País      | Año       |
| --------------- | --------- | --------- |
| Rosario Central | Argentina | 1912-1915 |

## Palmarés

### Torneos nacionales oficiales
| Equipo          | País      | Título              | Año  |
| --------------- | --------- | ------------------- | ---- |
| Rosario Central | Argentina | Copa de Competencia | 1913 |

### Torneos regionales oficiales
| Equipo          | País      | Título                          | Año  |
| --------------- | --------- | ------------------------------- | ---- |
| Rosario Central | Argentina | Federación Rosarina de Football | 1913 |
| Rosario Central | Argentina | Copa Nicasio Vila               | 1914 |
| Rosario Central | Argentina | Copa Damas de Caridad           | 1914 |
| Rosario Central | Argentina | Copa Nicasio Vila               | 1915 |
| Rosario Central | Argentina | Copa Damas de Caridad           | 1915 |